# بيدرو ناخيرا
بيدرو ناخيرا (بالإسبانية: Pedro Nájera)‏ (3 فبراير 1929 بمدينة مكسيكو في المكسيك - 21 أغسطس 2020) هو مدرب كرة قدم ولاعب كرة قدم مكسيكي في مركز الوسط، شارك في كأس العالم 1954 وكأس العالم 1962. وشارك مع منتخب المكسيك لكرة القدم. أما مع النوادي، فقد لعب مع نادي أمريكا.

## وصلات خارجية
- بيدرو ناخيرا على موقع الاتحاد الدولي (مؤرشف)  (الإنجليزية)
- بيدرو ناخيرا على موقع قاعدة بيانات كرة القدم.إي يو (الإنجليزية)
- بيدرو ناخيرا على موقع ناشيونال فوتبول تيمز (الإنجليزية)
- بيدرو ناخيرا على موقع Soccerway.com (الإنجليزية)
- بيدرو ناخيرا على موقع عالم كرة القدم.نت (الإنجليزية)